# Sergij (Zjaťkov)
Sergij (světským jménem: Sergej Anatoljevič Zjaťkov; * 15. února 1967, Drozdovo) je ruský duchovní Ruské pravoslavné církve a biskup novorossijský a gelendžikský.

## Život
Narodil se 15. února 1967 ve vesnici Drozdovo Smolenské oblasti.
Studoval na technickém učilišti v Moskvě, kde byl v chrámu Zesnutí přesvaté Bohorodice v Gančarách pokřtěn. Po studiu odešel do Smolenska, kde se stal hypodiákonem arcibiskupa Feodosija (Procjuka). Po uvedení Kirilla (Gunďajeva) na biskupský stolec, stal se jeho hypodiákonem. Od roku 1986 sloužil v řadách Sovětské armády.
V dubnu 1988 byl arcibiskupem Kirillem postřižen na rjasofora na se jménem Sergij na počest svatého Sergija Valaamského. Dne 28. srpna byl rukopoložen na jerodiákona a 14. října na jeromonacha. Stal se představeným Pokrovského chrámu v Děmidově a 25. prosince 1991 blagočinným Děmidovského okruhu.
Dne 23. dubna 1992 byl postřižen do malé schimy. Byl vedoucím informačně-vydavatelského oddělení eparchie. Roku 1995 dokončil Moskevský duchovní seminář a byl jmenován představeným chrámu Proměnění Páně v Roslavli, blagočinným Roslavlského okruhu. Dne 17. dubna 1996 byl povýšen na igumena.
Dne 2. září 1996 byl jmenován představeným Roslavlského monastýru a 5. října 1999 byl ustanoven představeným chrámu svaté Zinaidy v Riu de Janeiru. Tuto funkci zastával do 6. října 2001 a 4. listopadu byl opět jmenován představeným Roslavlského monastýru. Dne 9. ledna 2007 byl povýšen na archimandritu.
Dne 5. května 2015 jej Svatý synod zvolil biskupem vjazemským a gagarinským. Biskupská chirotonie proběhla 21. května. Hlavním světitelem byl patriarcha moskevský a celé Rusi Kirill.
Dne 24. října 2024 byl převedení na novorossijkou katedru.